# نموذج الأب الصارم
نموذج الأب الصارم في التربية هو نموذج يقدِّر التهذيب الصارم في عملية التربية، خاصةً من ناحية الأب.
ومن الأفكار التي ينطوي عليها هذا النموذج:
- تعلم الأطفال عن طريق المكافأة والعقاب، كما هو الحال في الاشتراط الإجرائي.
- زيادة اعتماد الأطفال على أنفسهم وزيادة مستوى الانضباط الذاتي لديهم عن طريق اتسام آبائهم بالصرامة.
- مكافأة الوالدين، وبخاصة الأب، لأبنائهم عند اتباعهم سلوكًا حسنًا، ومعاقبتهم عند اتباعهم سلوكًا سيئًا.

يتضمن هذا النوع من تنشئة الأطفال تركهم يبكون حتى يناموا، لأن حمل الطفل في الوقت الذي من المفترض أن ينام فيه يدعم اتكاليته على والديه، ولا يعكس أي نوع من الانضباط. ويؤيد جيمس دوبسون في كتابه Dare to Discipline (شجاعة فرض الانضباط)، نموذج الأب الصارم. ومع ذلك، فقد ربط بعض الباحثين التنشئة التسلطية بالأطفال الذين ينزعون للهروب من المواقف، ويفتقرون للعفوية وملامح الضمير.
يتناول جورج لاكوف موضوع نموذج الأب الصارم في كتبه، ومنها على سبيل المثال Moral Politics (السياسة الأخلاقية) وDon't Think of an Elephant (فكر بواقعية) The Political Mind (العقل السياسي) وWhose Freedom? (حرية مَن؟). وتقارن هذه الكتب بين نموذج الأب الصارم ونموذج الأب الراعي. ويشير لاكوف إلى أننا إذا شبهنا الدولة بالأسرة والحكومة بالأب، فسوف تكون السياسة المحافظة هي المقابل لنموذج الأب الصارم. على سبيل المثال، يعتقد المحافظون أن الأفراد البالغين يجب ألا يلجؤوا للحكومة للحصول على المساعدة، خشية أن يصيروا اتكاليين.